# جامعة بربينيان
جامعة بربينيان (بالفرنسية: Université de Perpignan)‏؛ (بالكتالونية: Universitat de Perpinyà Via Domitia)‏ هي جامعة فرنسية تقع في مدينة بيربينيا.

## التاريخ
تأسست أول جامعة في مدينة بربينيان عام 1349 على يد الملك بيتر الرابع ملك أراغون. وهي واحدة من أقدم الجامعات الإقليمية، وتتبع خطوات الأكثر شهرة مثل جامعة تولوز وجامعة مونبلييه الأكثر نفوذاً.
بعد أن احتل بيتر الرابع مدينة بربينيان عام 1344 وأعاد توحيده في مملكة مايوركا التي أصبحت بربينيان عاصمتها لها، عوض تلك المدينة عن فقدانها للسلطة بتأسيسها بناءً على طلب القضاة في 20 مارس 1349 بجامعة بربينيان، لتدريس القانون المدني والقانون الكنسي والفنون والعلوم الأخرى. وأشاد في الميثاق بـ «التعلم العميق لأساتذة بربينيان».
في 28 نوفمبر 1379، أكد الظهير البابا كليمنت السابع التأسيس والامتيازات، وأعلنته الجامعة في عريضة موجهة إليه في عام 1393. في عام 1381 منح يوحنا الأول ملك أراغون، ابن بيتر الرابع، الإذن لسلطات المدينة لبناء الجامعة بالقرب من القلعة الملكية. نشرت المؤسسة في بيربينيا جوًا من التعلم حيث تم تطوير دراسة القانون بشكل خاص. كما تم تدريس علم اللاهوت هناك خلال السنوات الأولى من القرن الرابع عشر، ولكن لم يتم إنشاء كلية اللاهوت حتى 21 يوليو 1447 على يد ثور من البابا نقولا الخامس ولم تتسلم قوانينها حتى عام 1459.

تم إغلاق جامعة بربينيان لمدة قرنين بين عامي 1794 و1971. تم إنشاء مركز جامعي جديد في بيربينيا وفي عام 1979 أصبحت الجامعة مستقلة مالياً وإدارياً وتعليمياً. 

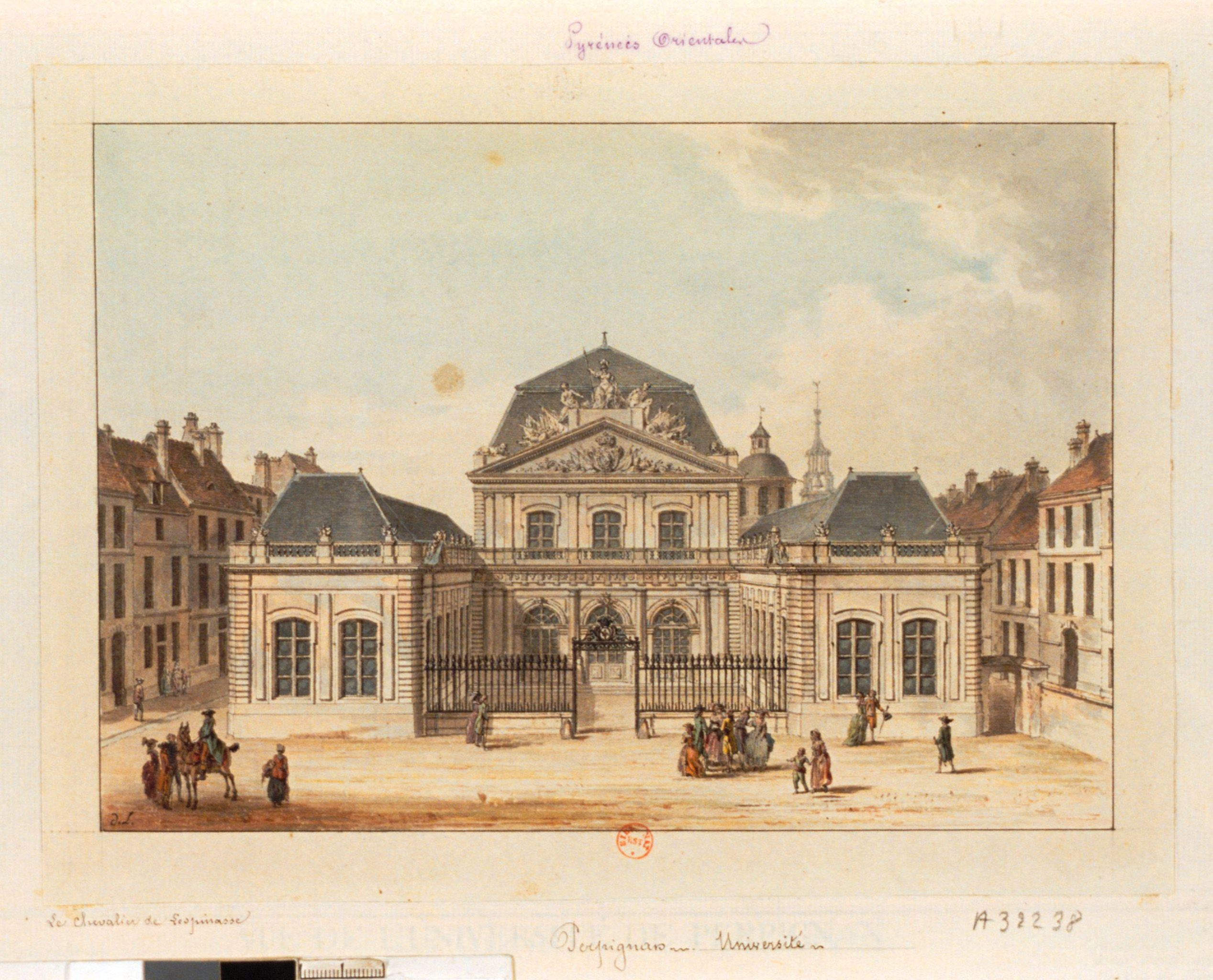
جامعة بربينيان عام 1780

## روابط خارجية
- الموقع الرسمي باللغة الفرنسية